# Otama (fleuve)
Le fleuve Otama  (en anglais : Otama River ) est un cours d’eau de la  Péninsule de Coromandel dans l’Île du Nord de la Nouvelle-Zélande.

## Géographie
C’est un court  fleuve, qui s’écoule vers le nord à partir des reliefs de la péninsule vers la côte nord-est de Coromandel pour atteindre la mer à 5 km à l’est du village de « Kuaotunu ».
(en) Land Information New Zealand, « détail emplacement: Otama (fleuve) », sur New Zealand Gazetteer